# Caradrina xiphophora
Caradrina xiphophora là một loài bướm đêm trong họ Noctuidae.